# Georg von Richthofen
Georg Ernst Gotthard von Richthofen (* 29. Januar 1880 in Barmen; † 20. November 1950 in Detmold) war preußischer Landrat im schlesischen Kreis Nimptsch und Gutsherr.
Seine Eltern waren der katholisch-apostolische Reiseprediger Gotthard von Richthofen (1851–1915) und Anna Hewett (1857–1884), ihr jüngerer Bruder war der britische Offizier und Maler Harald George Hewett. Georg von Richthofen besuchte die Ritterakademie in Liegnitz und legte in Breslau das Abitur ab. Da sein Vater ihm die Bewirtschaftung des Gutes Groß Rosen übertragen hatte, machte er zunächst eine landwirtschaftliche Ausbildung. Anschließend studierte Richthofen Jura an den Universitäten Freiburg i. Br., München und Breslau, er schloss beide Staatsexamen ab. Er arbeitete erst unter dem schlesischen Oberpräsidenten Hans Lauchlan von Guenther und wurde 1913 zum Landrat des Kreises Nimptsch ernannt.
Richthofen heiratete im Januar 1918 Gertrud Engel (1898–1980), die älteste Schwester der späteren Bundestagsabgeordneten Erika Wolf (CDU). Das Ehepaar hatte drei Söhne, ein Enkel ist der Schauspieler Christian von Richthofen. Nach der Novemberrevolution schied Richthofen 1920 auf eigenen Wunsch aus dem Amt des Landrats aus und betrieb anschließend die eigenen Güter im Landkreis Schweidnitz. Zu seinem Land gehörten auch die Groß-Rosener Steinbrüche zum Granitabbau.
Am 3. Juni 1937 beantragte Richthofen die Aufnahme in die NSDAP und wurde rückwirkend zum 1. Mai desselben Jahres aufgenommen (Mitgliedsnummer 5.002.189). Ein Jahr später schlossen die Deutsche Erd- und Steinwerke (DESt), ein Unternehmen der SS, mit Richthofen einen Pachtvertrag über insgesamt 80 Morgen (20 Hektar) Land. Auf diesem Land wurde anschließend das KZ Groß-Rosen errichtet.
Nach dem Ende des Zweiten Weltkriegs wurde das Ehepaar 1947 vertrieben und gelangte schließlich nach Detmold.

## Werke
- Grundzüge der Verfassung und Verwaltung der Gemeinden und Gemeindeverbände. In: Schriftenreihe des Schlesischen Landbundes, Heft 1919